# Theriotia
Theriotia là một chi rêu trong họ Buxbaumiaceae.